# Campeonato Argentino Abierto de Polo Femenino
El Campeonato Argentino Abierto de Polo Femenino, versión femenina del histórico Campeonato Argentino Abierto de Polo, se disputa anualmente desde el año 2017.

## Características
El torneo se disputa en la sede Alfredo Lalor de la Asociación Argentina de Polo (A.A.P.) en Pilar, jugándose la final en la cancha N°2 del Campo Argentino de Polo, en la Ciudad de Buenos Aires.
La organización está a cargo de la A.P.P. y el hándicap de los equipos debe estar entre los 16 y los 40 goles de valorización femenina.
Candelaria Fernández Araujo es la máxima ganadora del Abierto Femenino (4 veces con La Dolfina y 1 con El Overo Z7 UAE).
La goleadora histórica del torneo es Lía Salvo con 146 goles. 
En 2023 fue campeón, por primera vez en el abierto, un equipo integrado por cuatro polistas extranjeras (tres británicas: Parsons, Jackson y Hine; y una norteamericana: Arellano).
La Dolfina es el único equipo que jugó las 8 finales disputadas.

## Ganadores
| Año  | Edición | Equipo           | Formación                                                                             | Resultado | Subcampeón            |
| ---- | ------- | ---------------- | ------------------------------------------------------------------------------------- | --------- | --------------------- |
| 2024 | 8       | El Overo Z7 UAE  | Hope Arellano, Candelaria Fernández Araujo, Hazel Jackson y Millie Hine               | 10 — 7    | La Dolfina            |
| 2023 | 7       | El Overo Z7 UAE  | Hope Arellano, Isabelle Parsons, Hazel Jackson y Millie Hine                          | 17 — 14   | La Dolfina            |
| 2022 | 6       | La Dolfina       | Mía Cambiaso, Milagros Fernández Araujo, Carina Clarkin y Candelaria Fernández Araujo | 10 — 6    | La Irenita E-Movility |
| 2021 | 5       | La Dolfina BP    | Mía Cambiaso, Milagros Fernández Araujo, Carina Clarkin y Candelaria Fernández Araujo | 12 — 5    | El Overo Z7 UAE       |
| 2020 | 4       | El Overo Z7 UAE  | Clara Cassino, Millie Hine, Hazel Jackson y Lía Salvo                                 | 11 — 4    | La Dolfina Brava      |
| 2019 | 3       | El Overo Z7 UAE  | Clara Cassino, Millie Hine, Hazel Jackson y Lía Salvo                                 | 10 – 5    | La Dolfina Brava      |
| 2018 | 2       | La Dolfina Brava | Mía Cambiaso, Milagros Fernández Araujo, Carina Clarkin y Candelaria Fernández Araujo | 9 – 8     | El Overo Z7 UAE       |
| 2017 | 1       | La Dolfina Brava | Mía Cambiaso, Milagros Fernández Araujo, Carina Clarkin y Candelaria Fernández Araujo | 7 – 6     | Ellerstina            |

## Títulos por equipo
| Equipo          | Títulos |
| --------------- | ------- |
| La Dolfina      | 4       |
| El Overo Z7 UAE | 4       |